# Синніколау-Маре
Синніколау-Маре (рум. Sânnicolau Mare) — місто у повіті Тіміш в Румунії.
Місто розташоване на відстані 464 км на північний захід від Бухареста, 58 км на північний захід від Тімішоари.

## Населення
За даними перепису населення 2002 року у місті проживали 12 914 осіб.
Національний склад населення міста:
| Національність   | Кількість осіб | Відсоток |
| ---------------- | -------------- | -------- |
| румуни           | 9917           | 76,8%    |
| угорці           | 1209           | 9,4%     |
| болгари          | 468            | 3,6%     |
| серби            | 463            | 3,6%     |
| німці            | 411            | 3,2%     |
| цигани           | 364            | 2,8%     |
| українці         | 43             | 0,3%     |
| словаки          | 16             | 0,1%     |
| італійці         | 11             | 0,1%     |
| греки            | 7              | 0,1%     |
| росіяни-липовани | 1              | < 0,1%   |
| турки            | 1              | < 0,1%   |
| хорвати          | 1              | < 0,1%   |
| чехи             | 1              | < 0,1%   |
| китайці          | 1              | < 0,1%   |

Рідною мовою назвали:
| Мова       | Кількість осіб | Відсоток |
| ---------- | -------------- | -------- |
| румунська  | 10127          | 78,4%    |
| угорська   | 1150           | 8,9%     |
| сербська   | 436            | 3,4%     |
| болгарська | 429            | 3,3%     |
| німецька   | 379            | 2,9%     |
| циганська  | 323            | 2,5%     |
| українська | 36             | 0,3%     |
| італійська | 11             | 0,1%     |
| словацька  | 8              | 0,1%     |
| грецька    | 7              | 0,1%     |
| російська  | 6              | < 0,1%   |
| чеська     | 1              | < 0,1%   |
| китайська  | 1              | < 0,1%   |

Склад населення міста за віросповіданням:
| Релігія                                       | Кількість осіб | Відсоток |
| --------------------------------------------- | -------------- | -------- |
| православні                                   | 8944           | 69,3%    |
| римо-католики                                 | 2682           | 20,8%    |
| п'ятдесятники                                 | 634            | 4,9%     |
| греко-католики                                | 309            | 2,4%     |
| реформати                                     | 91             | 0,7%     |
| баптисти                                      | 91             | 0,7%     |
| адвентисти                                    | 38             | 0,3%     |
| лютерани                                      | 7              | 0,1%     |
| не релігійні                                  | 6              | < 0,1%   |
| лютерани (Синодально-пресвітеріанська церква) | 4              | < 0,1%   |
| бретрени                                      | 2              | < 0,1%   |
| атеїсти                                       | 2              | < 0,1%   |
| унітарії                                      | 1              | < 0,1%   |
| не вказали релігію                            | 2              | < 0,1%   |

## Відомі люди
У місті народився композитор Барток Бела (1881-1945).

## Зовнішні посилання
- Дані про місто Синніколау-Маре на сайті Ghidul Primăriilor [Архівовано 12 грудня 2011 у Wayback Machine.]